# Cyathura aegiceras
Cyathura aegiceras är en kräftdjursart som beskrevs av Gary C.B. Poore och Lew Ton 1985. Cyathura aegiceras ingår i släktet Cyathura och familjen Anthuridae. Inga underarter finns listade i Catalogue of Life.